# Brad Wanamaker
Bradley Daniel Wanamaker Jr. (Filadelfia, Pensilvania, 25 de julio de 1989) es un jugador de baloncesto estadounidense que milita en los Washington Wizards de la NBA. Con 1,91 metros de estatura, juega en la posición de base.

## Trayectoria deportiva

### Universidad

#### Estadísticas
| Año     | Equipo     | PJ  | PT | MPP  | %TC  | %3P  | %TL  | RPP | APP | ROB | TPP | PPP  |
| ------- | ---------- | --- | -- | ---- | ---- | ---- | ---- | --- | --- | --- | --- | ---- |
| 2007–08 | Pittsburgh | 30  | 0  | 11.0 | .329 | .167 | .484 | 1.2 | 1.4 | .4  | .1  | 2.2  |
| 2008–09 | Pittsburgh | 36  | 0  | 19.0 | .462 | .390 | .746 | 3.3 | 2.1 | .8  | .2  | 5.8  |
| 2009–10 | Pittsburgh | 34  | 34 | 32.5 | .440 | .362 | .720 | 5.7 | 4.7 | 1.2 | .3  | 12.3 |
| 2010–11 | Pittsburgh | 34  | 34 | 30.4 | .448 | .327 | .760 | 5.2 | 5.1 | 1.4 | .4  | 11.7 |
| Total   | Total      | 134 | 68 | 23.5 | .437 | .344 | .722 | 3.9 | 3.4 | 1.0 | .2  | 8.1  |

### Profesional
En la temporada 2014-15, con el Brose Bamberg, Wanamaker ganó la BBL, donde aportó 13.7 puntos y 4.5 asistencias en la BBL, y 12.4 puntos y 6.4 asistencias en la Eurocup, además de ser galardonado con el MVP de la final germana.
[actualizar]
El 2 de julio de 2018, Wanamaker firma un contrato de un año con los Boston Celtics. Wanamaker hizo su debut en la NBA el 16 de octubre en la victoria ante Philadelphia 76ers. Tras una temporada en la que disputó 36 encuentros, los Boston Celtics anuncian su renovación.
Después de dos años en Boston, el 21 de noviembre de 2020, ficha por Golden State Warriors. Pero tras unos meses en San Francisco, el 25 de marzo de 2021, es traspasado a Charlotte Hornets.
El 6 de octubre de 2021, firma con Indiana Pacers. Siendo cortado el 27 de diciembre por los Pacers tras 22 encuentros. Y repescado con un contrato de 10 días por Washington Wizards el 29 de diciembre.

## Estadísticas de su carrera en la NBA
|  | Líder de la liga |

| Año     | Equipo       | PJ  | PT | MPP  | %TC  | %3P  | %TL   | RPP | APP | ROB | TPP | PPP |
| ------- | ------------ | --- | -- | ---- | ---- | ---- | ----- | --- | --- | --- | --- | --- |
| 2018-19 | Boston       | 36  | 0  | 9.5  | .476 | .410 | .857  | 1.1 | 1.6 | .3  | .1  | 3.9 |
| 2019-20 | Boston       | 71  | 1  | 19.3 | .448 | .363 | .926  | 2.0 | 2.5 | .9  | .2  | 6.9 |
| 2020-21 | Golden State | 39  | 0  | 16.0 | .353 | .213 | .893  | 1.7 | 2.5 | .7  | .2  | 4.7 |
| 2020-21 | Charlotte    | 22  | 0  | 19.5 | .429 | .125 | .889  | 1.8 | 3.4 | .8  | .2  | 6.9 |
| 2021-22 | Indiana      | 22  | 1  | 13.3 | .361 | .235 | .909  | 1.6 | 2.2 | .2  | .3  | 3.5 |
| 2021-22 | Washington   | 1   | 1  | 27.0 | .400 | –    | 1.000 | 4.0 | 7.0 | 2.0 | .0  | 7.0 |
| Total   | Total        | 191 | 3  | 16.2 | .421 | .300 | .907  | 1.7 | 2.4 | .6  | .2  | 5.5 |

### Playoffs
| Año   | Equipo | PJ | PT | MPP  | %TC  | %3P   | %TL  | RPP | APP | ROB | TPP | PPP |
| ----- | ------ | -- | -- | ---- | ---- | ----- | ---- | --- | --- | --- | --- | --- |
| 2019  | Boston | 4  | 0  | 4.3  | .429 | 1.000 | .750 | .3  | .8  | .3  | .0  | 2.5 |
| 2020  | Boston | 17 | 0  | 16.1 | .483 | .444  | .875 | 2.0 | 1.8 | .7  | .2  | 4.9 |
| Total | Total  | 21 | 0  | 13.8 | .478 | .464  | .850 | 1.7 | 1.6 | .6  | .2  | 4.5 |

## Vida personal

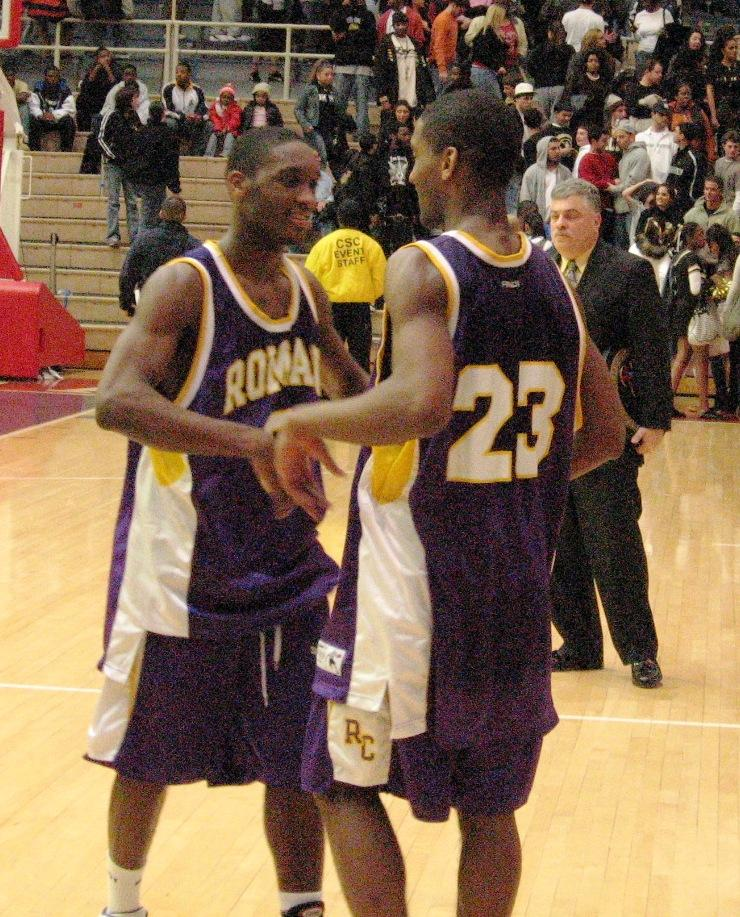
Wanamaker (dcha.) con su hermano gemelo, Brian, en 2006.

Brad tiene un hermano gemelo también jugador de baloncesto, Brian Wanamaker.